# Clamor de haro

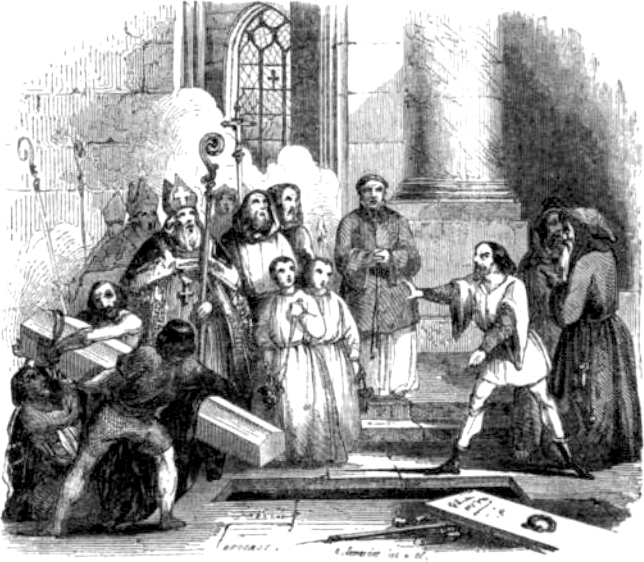
Asselin se opõe ao enterro de Guilherme, o Conquistador numa igreja a qual ele alega ter sido construída em suas terras ilegalmente apropriadas: "Bispos e clérigos, este terreno é meu; o homem pelo qual orais tirou-mo à força, para aqui edificar a sua igreja; não vendi o meu terreno, nem o empenhei, não incorri em confiscação, nem o dei: é meu e reclamo-o. Em nome de Deus, proíbo que o corpo do roubador seja aqui sepultado, e que o cubram com terra que é minha"

O clamor de haro (em francês: clameur de haro, pronúncia em francês: [klamœʁ də aʁo]) é uma proteção jurídica suspensiva, originária do direito medieval da Normandia. Consiste num apelo oral ao senhor e à Deus para que reconheça-se o ilícito e faça-o cessar imediatamente. É uma prática jurídica completamente válida e vigente até os dias de hoje nos sistemas jurídicos das ilhas de Guernsey e Jersey, usualmente empregada em questões de direito real.

## Procedimento
Para realizar o clamor, o clamante (criant, em francês) deve se ajoelhar perante no mínimo duas testemunhas, no local e na presença do autor da ofensa, e, com as mãos erguidas, gritar a viva voz:
“Haro! Haro! Haro! Vinde em meu socorro, meu Senhor, porque me tratam com injustiça!
("Haro! Haro! Haro! À l'aide, mon Prince, on me fait tort", em francês)
Além, a reclamação deve ser registrada por escrito e apresentada ao greffier dentro de 24 horas.